# Oldenbergiella blascoi
Oldenbergiella blascoi är en tvåvingeart som beskrevs av Miguel Carles-Tolrá 1995.
Oldenbergiella blascoi ingår i släktet Oldenbergiella och familjen myllflugor. Artens utbredningsområde är Spanien. Inga underarter finns listade i Catalogue of Life.